# Петрятково
Петрятково — деревня в Юрьев-Польском районе Владимирской области России, входит в состав Симского сельского поселения.

## География
Деревня расположена в 5 км на запад от центра поселения села Сима и в 27 км на северо-запад от райцентра города Юрьев-Польский.

## История
В XIX — начале XX века деревня входила в состав Симской волости Юрьевского уезда, с 1925 года — в составе Юрьев-Польского уезда Иваново-Вознесенской губернии. В 1859 году в деревне числилось 14 дворов, в 1905 году — 20 дворов.
С 1929 года деревня входила в состав Симского сельсовета Юрьев-Польского района, с 2005 года — в составе Симского сельского поселения.

## Население
| 1859 | 1905 | 2002 | 2010 | 2021 |
| ---- | ---- | ---- | ---- | ---- |
| 105  | ↗128 | ↘0   | →0   | →0   |